# Jan Samuel Sokół
Jan Samuel (Samuel) Sokół (Sokoł) herbu Gozdawa (zm. przed 20 kwietnia 1664 roku) – sędzia buski od 1655 roku, pisarz buski w latach 1648-1655.
Poseł sejmiku bełskiego na sejm 1659 roku.